# ادیهودی
ادیهودی (به انگلیسی: Adihudi) یک روستا در هند است که در کارناتاکا واقع شده‌است.